# Ngembal Rejo
Ngembal Rejo is een bestuurslaag in het regentschap Kudus van de provincie Midden-Java, Indonesië. Ngembal Rejo telt 8617 inwoners (volkstelling 2010).